# Ittiri
Ittiri – miejscowość i gmina we Włoszech, w regionie Sardynia, w prowincji Sassari. Graniczy z Banari, Bessude, Florinas, Ossi, Putifigari, Thiesi, Uri, Usini i Villanova Monteleone.
Według danych na rok 2019 gminę zamieszkiwało 8406 osób, 75 os./km².